# Capocantiere
Il capocantiere è la figura che coordina le maestranze in un cantiere edile. 
Può essere un operaio di 4º livello o un geometra o, più raramente, un ingegnere, un architetto o un agronomo.

## Compiti del capocantiere
Tra i vari compiti che spettano al capocantiere se ne elencano alcuni:
- Gestione degli operai;
- Gestione degli approvvigionamenti;
- Verifica del corretto avanzamento del cantiere come da progetto;
- Controllo del materiale in entrata ed in uscita dal cantiere;
- Verifica del rispetto delle norme di sicurezza;
- Coordinamento col direttore di cantiere al fine di reperire informazioni utili alla compilazione dello  Stato Avanzamento Lavori (SAL);
- Interazione con il direttore dei lavori al fine di garantire la buona esecuzione dei lavori.